# Елангаш
Елангаш — река в Кош-Агачском районе Республики Алтай, приток Чуи. Истоки реки в при ледниковых озёрах Южно-Чуйского Хребта. Устье сильно заболочено и находится в 193 км от устья Чуи по левому берегу. Длина реки составляет 55 км, площадь водосборного бассейна — 349 км².

## Этимология
Елангаш, Джаланаш, Елангаш, Джелангаш, Джеланаш, алт. Јаан-Јалангаш Ялангаш, Елонгаш (от алт. јаланташ) — голый, лишенный растительности.

## Описание
Истоки реки лежат высоко в горах, питание в основном ледниковое. Высота истока — 2715 м над уровнем моря. В среднем течении река протекает по Чуйской степи. В верхнем и среднем течении долина лишена древесной растительности и полностью оправдывает своё название. В результате разбора стока на полив в нижнем течении река практически не течёт по поверхности, а полностью уходит под грунт. Высота устья — 1734 м над уровнем моря.
Долина и окрестные пастбища являются местом выпаса традиционных для этих мест горных яков — сарлыков.

## Достопримечательности
Долина реки Елангаш известна как крупное местонахождение петроглифов, самые ранние из которых относятся к эпохе бронзы.

## Данные водного реестра
По данным государственного водного реестра России относится к Верхнеобскому бассейновому округу, водохозяйственный участок реки — Катунь, речной подбассейн реки — Бия и Катунь. Речной бассейн реки — (Верхняя) Обь до впадения Иртыша.

## Галерея

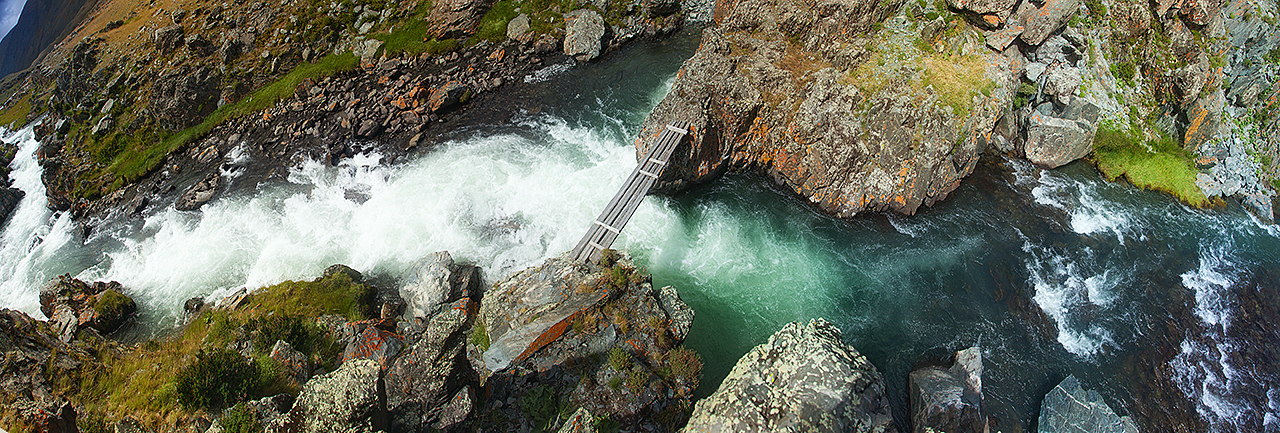
Река Елангаш
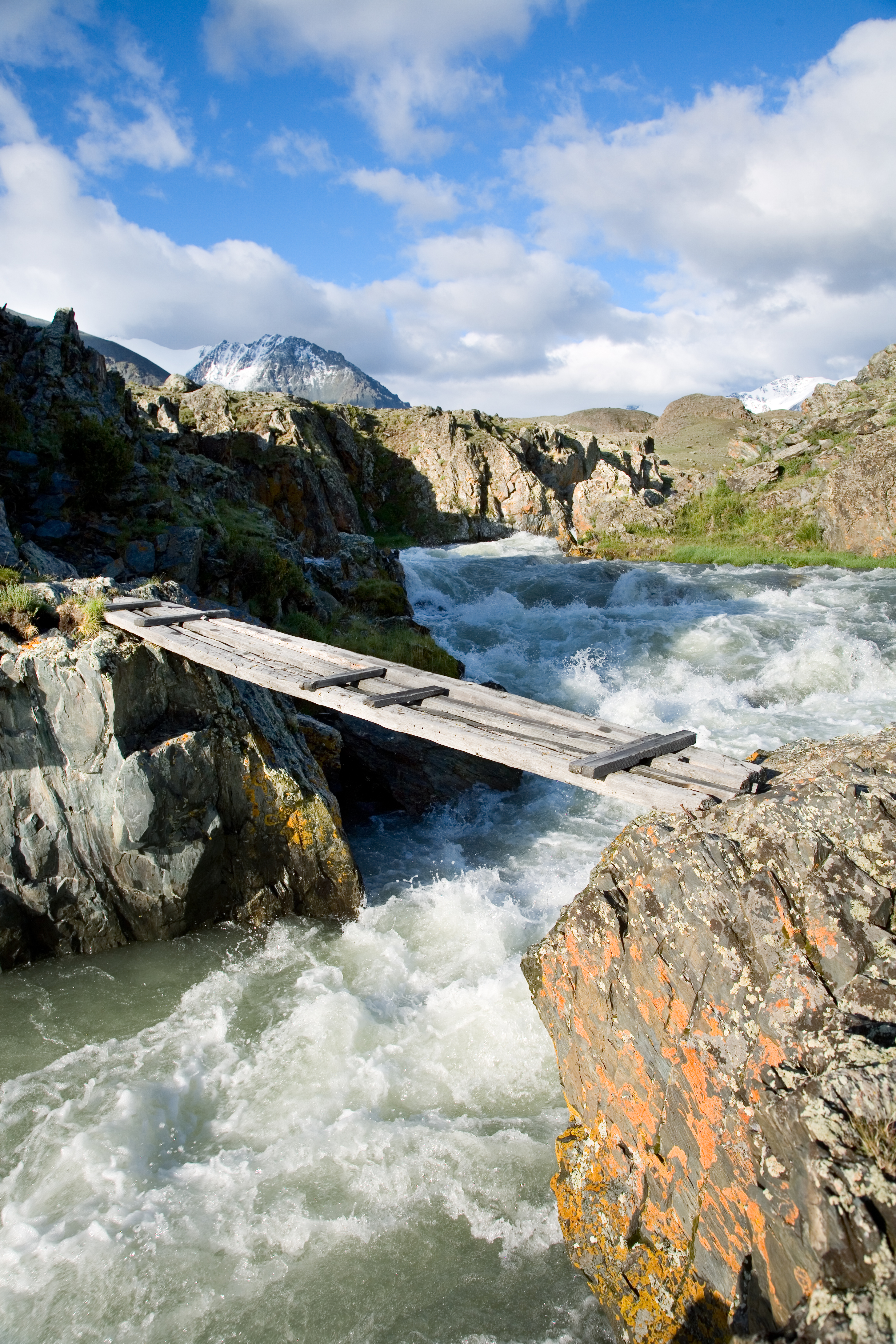
Мостик
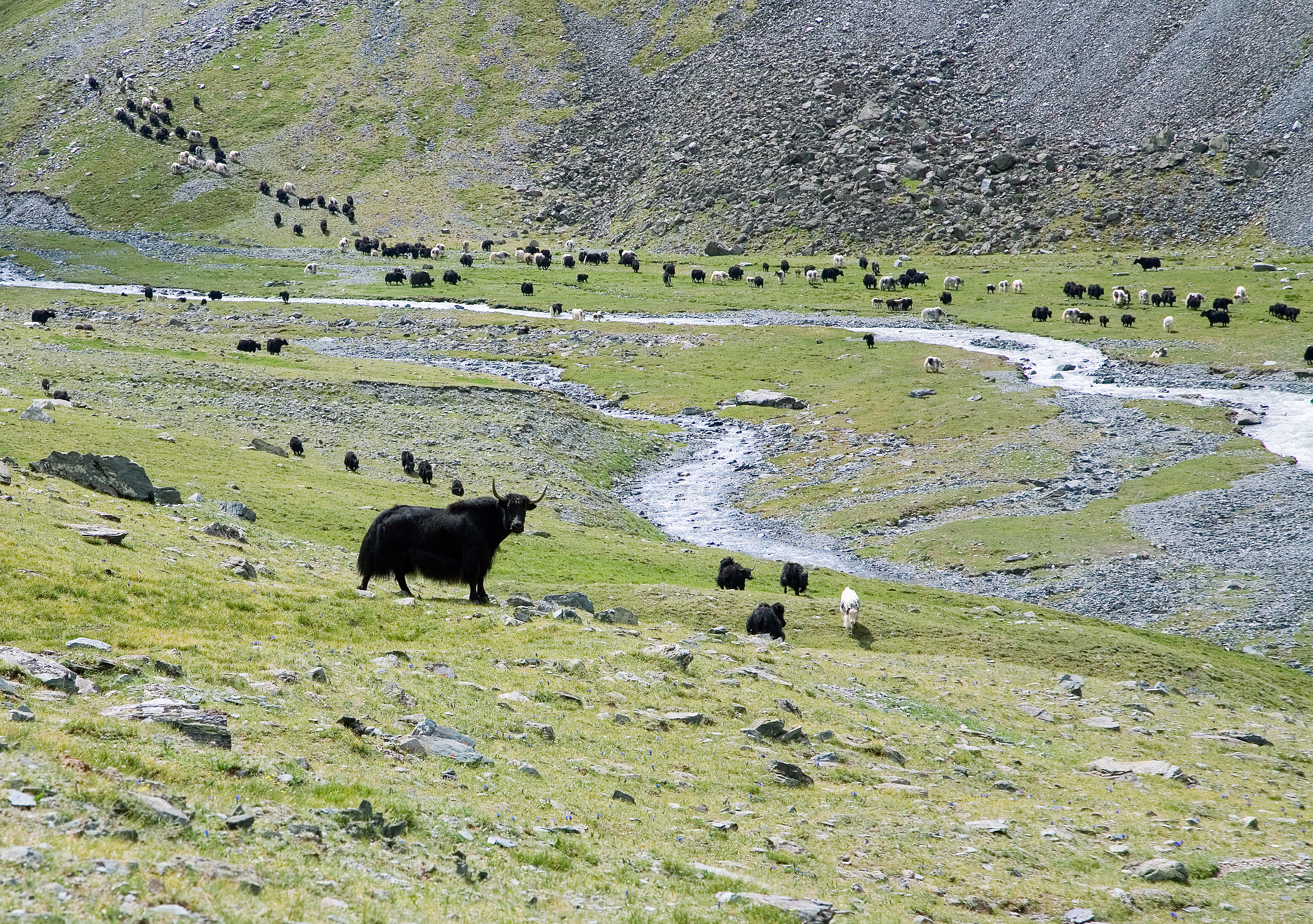
Сарлыки в долине Елангаш
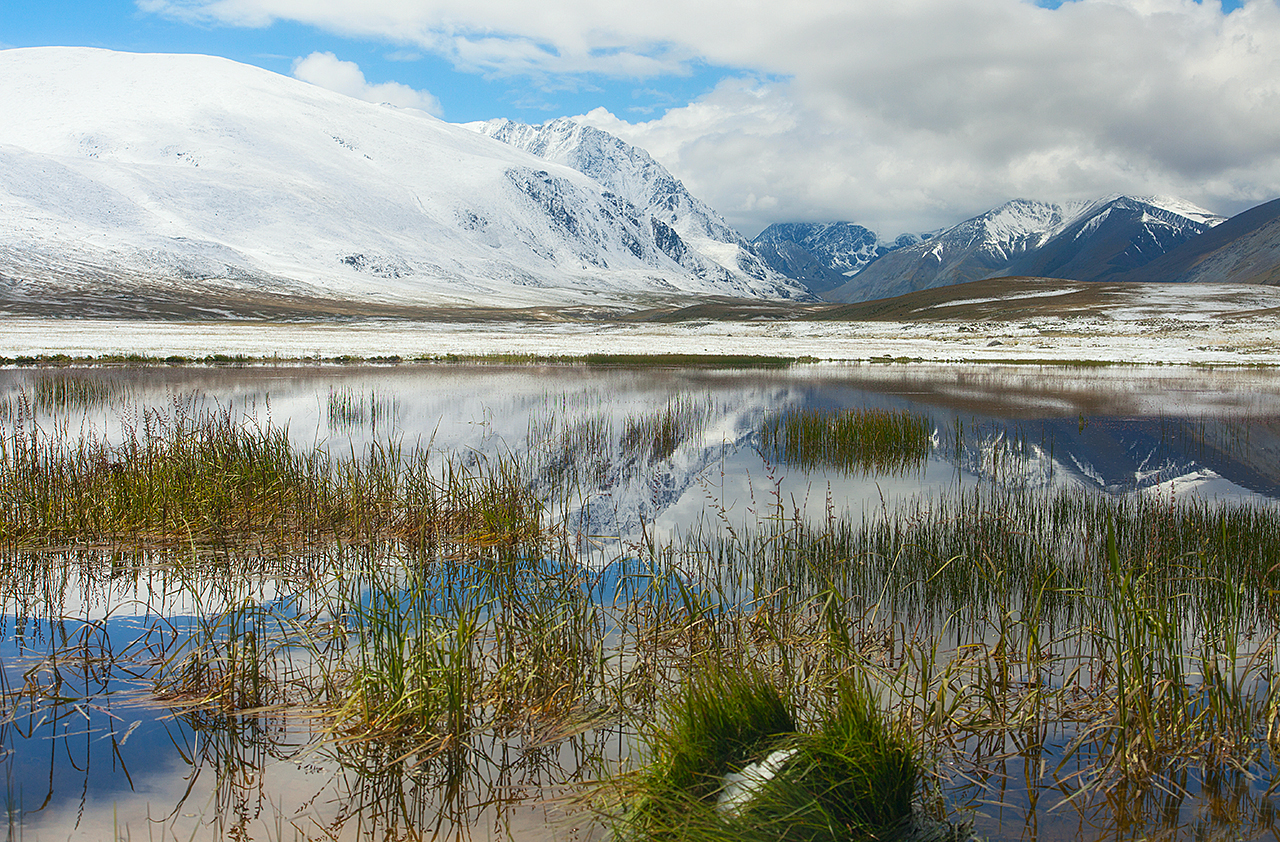
Долина реки Елангаш
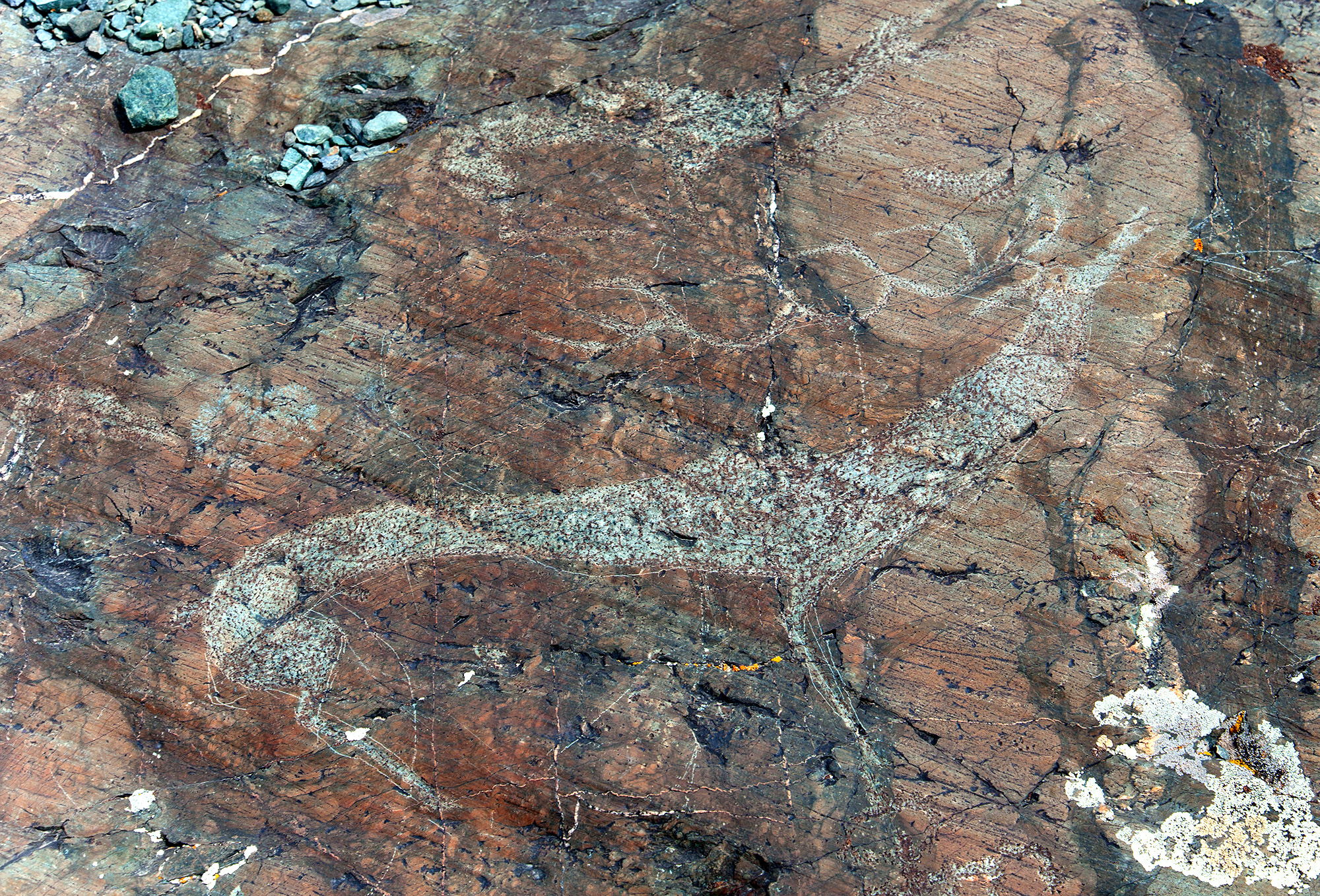
Скифский петроглиф
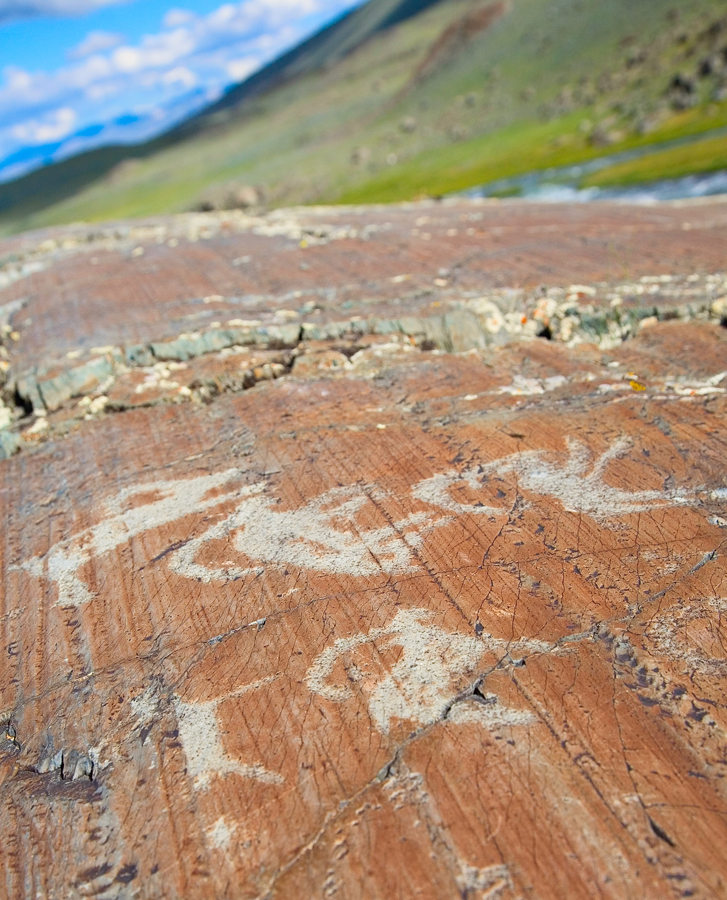